# 성계의 문장
성계의 문장(星界の紋章)은 모리오카 히로유키가 쓴 SF 소설 또는 이를 원작으로 하는 애니메이션이다. 그 외에 만화책과 드라마 CD로도 출판되었다. 속편으로 성계의 전기가 있고, 외전격인 성계의 단장이 있다. 소설은 총 3권으로 이루어져 있으며, 한국에서는 '은하전기'라는 이름으로 성계의 문장 1~3권이 은하전기 1~3권으로 출판되었다. 애니메이션은 총 13화로 이루어져 있으며, 성계의 문장 1~3권 분량의 이야기가 담겨 있다. 대원씨아이의 라이트노벨 브랜드인 NT-novel 로 다시 번역되어 출판되고 있으며 2012년 9월 현재 성계의 문장 1~3권, 성계의 전기 1~4권, 성계의 단장 1권 이 발매중이다.

## 줄거리
인류는 '유아논'이라는 소립자를 발견하여 항성간이동이 가능한 우주선을 만드는 데 성공하고, 혹성 개조를 통하여 거주 영역을 계속해서 확장했다. 그 후 몇 세기가 지나고 자신들을 '아브'로, 자신들의 제국을 '아브에 의한 인류 제국'으로 자칭하는 새로운 인류가 나타난다. 4개의 나라로 나뉘어 있던 인류 사회는, 아브에 대항해 상호 방위 조약인 노바시칠리아 조약을 맺게 된다.
하이드 성계의 혹성 마틴은 이미 존재하는 생태계를 찾아서 오랜 생활 우주선을 타고 탐사 활동을 벌이다 찾아낸 혹성이다. 이 행성에선 오랜 시간 인류사회와 떨어져 있다가 어느날 '아브'가 찾아와 항복을 종용한다. 이에 마틴의 수석 로크 린은 항복을 결정하나 이에 대한 교환 조건으로 자신을 아브 귀족으로 인정 받는다. 로크 린의 아들 진트 린은 아브 귀족이 되기 위해 델크토 혹성으로 7년간 유학을 가 있다가, 성계군이 되기 위해 제국의 수도 락파카르로 떠나던 중 제국의 왕녀 라피르를 만나게 된다. 이 후 린 진트(아브식 이름)의 고향에 인류 사회가 침공하며 전쟁이 시작된다.

## 등장인물
린 슈누=로크 하이드 백작 진트
성우: 이마이 유카
아브리얼 네이=드브레스크 파류뉴 자작 라피르
성우: 카와스미 아야코